# Венславский, Михаил Антонович
Михаил Антонович Венславский (4 сентября 1849 — 22 августа 1917) —  городской голова Вильно, адвокат, депутат Государственной думы II созыва от города Вильно.

## Биография

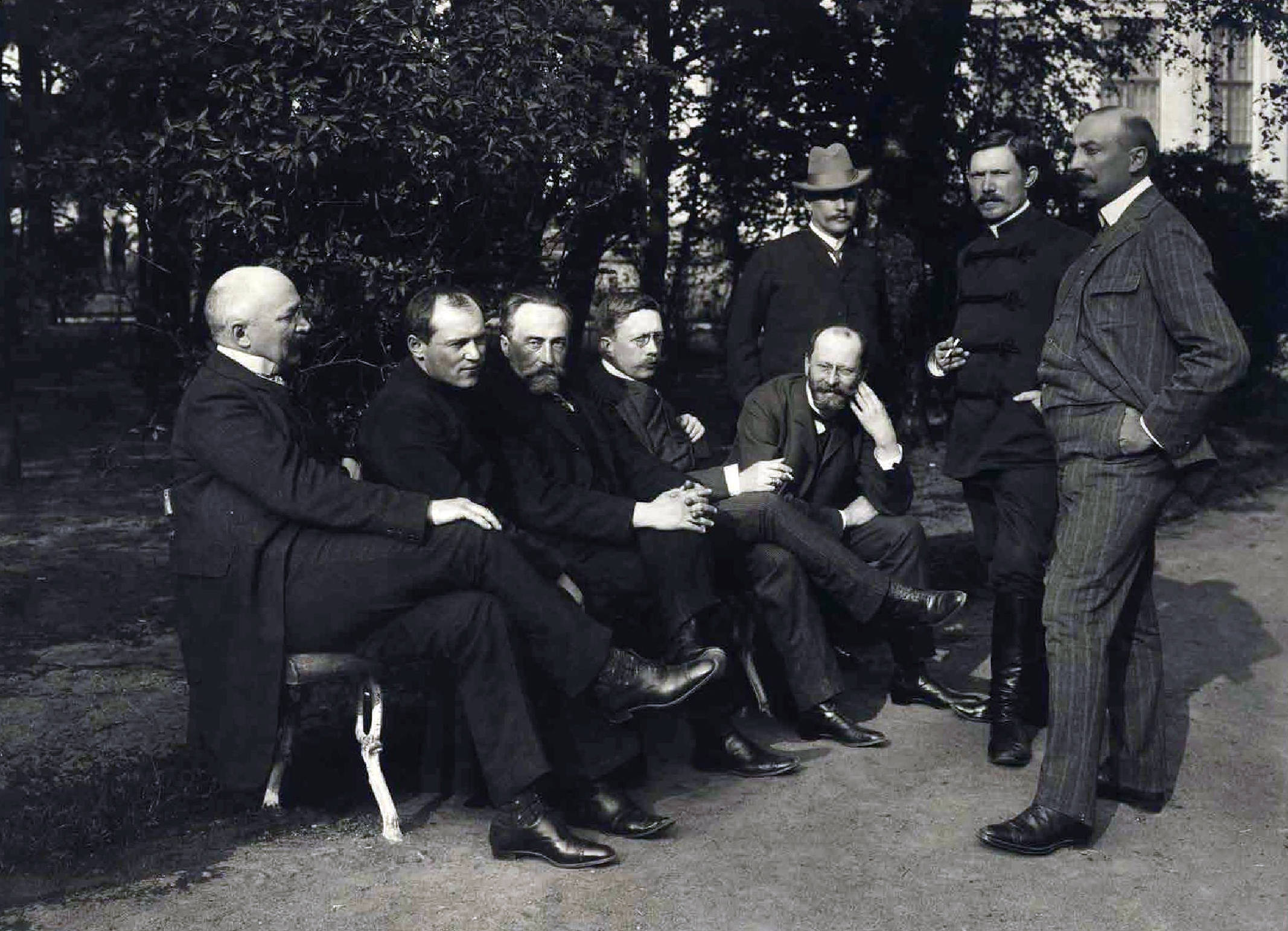
Депутаты 2-й Государственной думы. Сидят: Л. С. Путткамер, Л. К. Родзевич, М. Г. Хелховский, Л. Ф. Лубенский, М. А. Венславский; стоят: В. В. Жуковский, М. К. Дзюржинский, С. А. Ванькович

Польский дворянин. Родился в родовом поместье Геграны (Giegrany) в Тельшевского уезда Ковенской губернии, второй сын Антония  Венславского и Казимиры урождённой Gadūnavas.  Выпускник Виленской гимназии. Сначала изучал право в Московском университете, затем поступил на юридический факультет Санкт-Петербургского университета, который и окончил. С 1874 служил в гражданском кассационном департаменте Правительствующего Сената, позднее в Кишиневском окружном суде, где был заведующим 1-го следственного участка Кишиневского уезда. В 1880 году стал присяжным поверенным в Санкт-Петербурге и с 1883 года являлся присяжным поверенным при Виленском окружном суде. С 1888 года совместно с младшим братом Витольдом (отцом Станислава Венславского) занимался организацией подпольной польской школы. С  1905 по 1916 трижды был избран городским головой города Вильно. Владел недвижимостью в Вильно, оцененной в 40 тысяч рублей и имением в Шавельском уезде Ковенской губернии площадью 157 десятин. В момент выборов в Думу оставался беспартийным.
6 февраля 1907 года избран в Государственную думу II созыва от съезда городских избирателей города Вильно. Вошёл в состав в Польского кола, однако по другим сведениям входил во фракцию октябристов. Состоял в думских финансовой комиссии, комиссии о неприкосновенности личности и комиссии по народному образованию. Участвовал в прениях в Думе по вопросу о преобразовании местного суда.
Умер от сердечного приступа 22 августа 1917 года в Вильнюсе.